# Tim O’Brien (Musiker)

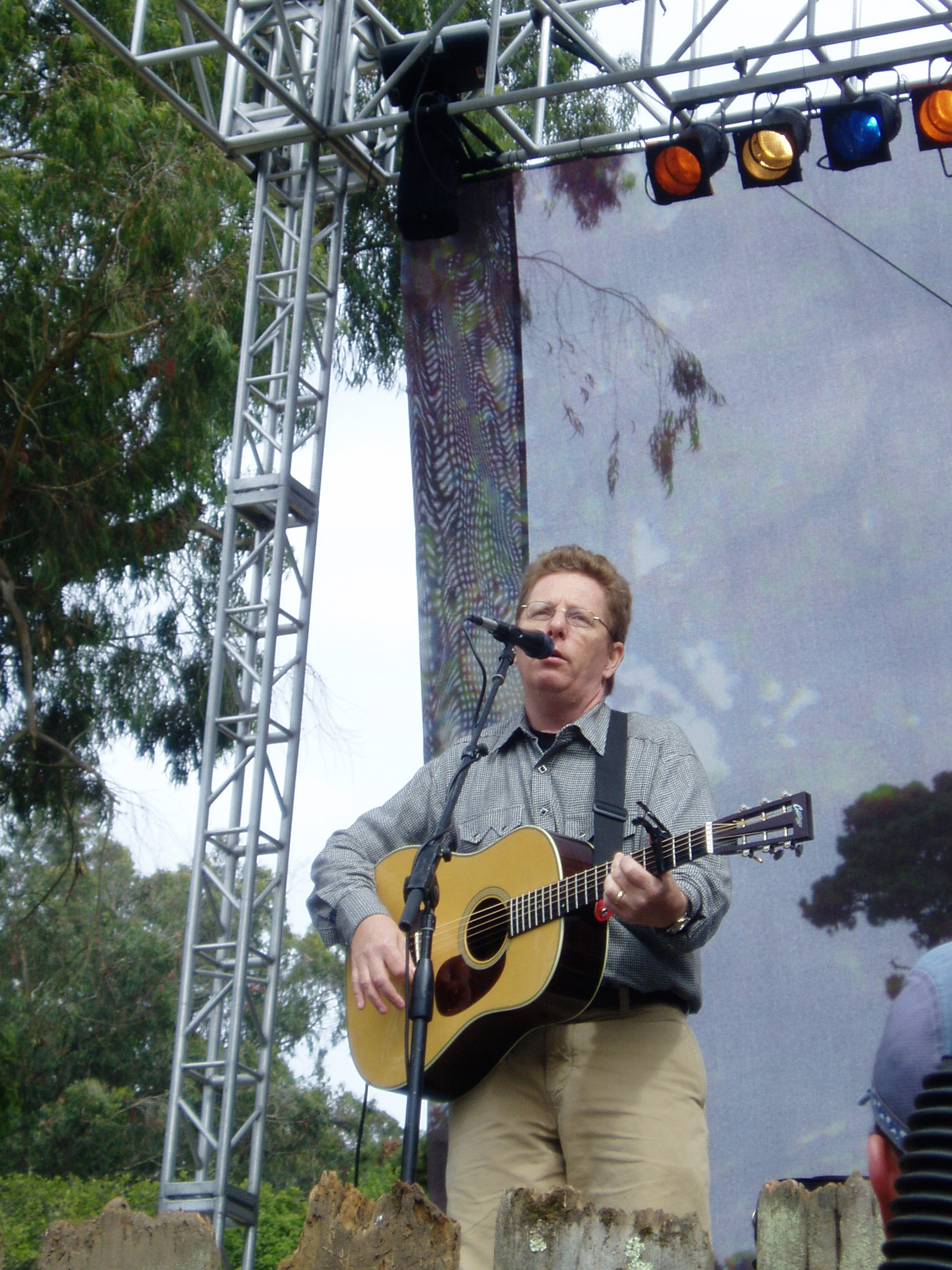
Tim O’Brien auf dem RockyGrass Festival 2006

Tim O’Brien (* 16. März 1954 in Wheeling (West Virginia)) ist ein US-amerikanischer Bluegrass- und Country-Musiker. Tim O’Brien spielt Mandoline, Geige, Gitarre, Banjo, Bouzouki, Mandocello und singt.

## Leben
O’Brien wuchs in Wheeling, West Virginia, auf und wurde musikalisch von traditioneller Country-Musik, Bluegrass sowie dem Folk-Revival der 1960er-Jahre beeinflusst. Während seine Schwester Mollie (ihr Debüt-Album erschien 1987) Klavier lernte, brachte O’Brien sich Gitarre und Banjo bei, denen später noch die Fiddle und Mandoline folgten. Nach einem Jahr auf einem College zog er nach Boulder, Colorado, wo er sich zunächst der Orphelia Swing Band anschloss. 1978 gründete er mit Charles Sawtelle an der Gitarre, Nick Forster am Bass und Peter Wernick am Banjo die Bluegrass-Formation „Hot Rize“.  Diese Gruppe hatte bis 1990 Bestand und nahm in dieser Zeit einige von der Kritik gelobte Alben für die Labels Flying Fish und Sugar Hill auf. Die erste von der International Bluegrass Music Association (IBMA) vergebene Auszeichnung Entertainer of the Year ging im Jahr 1990 an „Hot Rize“.
1996 kam O’Brien nach Nashville, Tennessee. Zu dieser Zeit hatte er sich bereits als Solokünstler etabliert und einige Alben veröffentlicht. O’Brien spielt ebenfalls noch in diversen Bands wie NewGrange, The Bluegrass Dukes, The Irish Crystal Band oder The Earls Of Leicester.

## Diskografie
- Hard Year Blues (1984; Flying Fish)
- Take Me Back (1988; Sugar Hill)
- Odd Man In (1991; Sugar Hill)
- Remember Me (1992; Sugar Hill)
- Oh Boy! O’Boy! (1993; Sugar Hill)
- Away Out on the Mountain (1994; Sugar Hill)
- Rock in My Shoe (1995; Sugar Hill)
- Red on Blonde (1996; Sugar Hill)
- When No One's Around (1997; Sugar Hill)
- The Crossing (1999; Alula Records)
- Real Time (2000; Howdy Skies)
- Two Journeys (2001; Sugar Hill)
- Traveler (2003; Sugar Hill)
- Cornbread Nation (2005; Wel)
- Fiddler's Green (2005; Sugar Hill)
- Chameleon (2008; Proper American)
- Chicken & Egg (2010; Howdy Skies)
- We're Usually a Lot Better Than This (live; mit Darrell Scott; 2012; Full Light Records)
- Memories & Moments (mit Darrell Scott; 2013; Full Light Records / Full Skies Records)
- Pompadour (2015; Howdy Skies)
- Where the River Meets the Road (2017; Howdy Skies)
- He Walked On (2021; Howdy Skies)

## Auszeichnungen
- Grammy Award für Best Traditional Folk Album – Fiddler's Green[2]